# Carangoides chrysophrys
Carangoides chrysophrys is een straalvinnige vissensoort uit de familie van horsmakrelen (Carangidae). De wetenschappelijke naam van de soort is voor het eerst geldig gepubliceerd in 1833 door Cuvier.